# À travers Paris
À travers Paris est une ancienne course cycliste française, organisée de 1941 à 1945 dans les rues de Paris.

## Palmarès
| Année | Vainqueur      | Deuxième          | Troisième          |
| ----- | -------------- | ----------------- | ------------------ |
| 1941  | Paul Rossier   | Lucien Le Guével  | Domenico Pedrali   |
| 1942  | Achiel Buysse  | Frans Bonduel     | Joseph Moerenhout  |
| 1943  | André Declerck | Georges Claes     | Adolph Verschueren |
| 1944  | Raymond Guégan | André Brulé       | Lucien Boda        |
| 1945  | André Pieters  | Joseph Moerenhout | Albéric Schotte    |